# Parotocinclus arandai
Parotocinclus arandai är en fiskart som beskrevs av Sarmento-soares, Lehmann A. och Martins-pinheiro 2009. Parotocinclus arandai ingår i släktet Parotocinclus och familjen Loricariidae. Inga underarter finns listade i Catalogue of Life.